# 第11回オクラホマ映画批評家協会賞
第11回オクラホマ映画批評家協会賞は2016年の映画を対象としており、2017年1月2日に受賞者が発表された。

## 受賞一覧

### 作品賞
- 1位 - 『ラ・ラ・ランド』（デミアン・チャゼル監督）
  - 2位 - 『ムーンライト』（バリー・ジェンキンス監督）
  - 3位 - 『マンチェスター・バイ・ザ・シー』（ケネス・ロナーガン監督）
  - 4位 - 『O.J.: Made in America』（エズラ・エデルマン監督）
  - 5位 - 『メッセージ』（ドゥニ・ヴィルヌーヴ監督）
  - 6位 - 『最後の追跡』（デヴィッド・マッケンジー監督）
  - 7位 - 『ジャッキー/ファーストレディ 最後の使命』（パブロ・ラライン監督）
  - 8位 - 『グリーンルーム』（ジェレミー・ソルニエ監督）
  - 9位 - 『KUBO/クボ 二本の弦の秘密』（トラヴィス・ナイト監督）
  - 10位 - 『シング・ストリート 未来へのうた』（ジョン・カーニー監督）

### 監督賞
- デミアン・チャゼル - 『ラ・ラ・ランド』

### 主演男優賞
- ケイシー・アフレック - 『マンチェスター・バイ・ザ・シー』

### 主演女優賞
- エイミー・アダムス - 『メッセージ』

### 助演男優賞
- マハーシャラ・アリ - 『ムーンライト』

### 助演女優賞
- ミシェル・ウィリアムズ - 『マンチェスター・バイ・ザ・シー』

### アンサンブル・キャスト賞
- 『マンチェスター・バイ・ザ・シー』

### Body of Work
- エイミー・アダムス - 『メッセージ』、『バットマン vs スーパーマン ジャスティスの誕生』、『ノクターナル・アニマルズ』

### オリジナル脚本賞
- ケネス・ロナーガン - 『マンチェスター・バイ・ザ・シー』

### 脚色賞
- エリック・ハイセラー - 『メッセージ』

### 第1回作品賞
- 『ウィッチ』（ロバート・エガース監督）

### ドキュメンタリー映画賞
- 『O.J.: Made in America』（エズラ・エデルマン監督）

### アニメ映画賞
- 『ズートピア』（リッチ・ムーア、バイロン・ハワード、ジャレド・ブッシュ監督）

### 外国語映画賞
- 『お嬢さん』（パク・チャヌク監督） 韓国

### 最も出来に失望させられた映画賞
- 『バットマン vs スーパーマン ジャスティスの誕生』（ザック・スナイダー監督）
  - 次点:『スーサイド・スクワッド』（デヴィッド・エアー監督）